# Головко Дмитро Володимирович
Дмитро Володимирович Головко (21 червня 1997, м. Ланівці, Тернопільська область, Україна — 16 березня 2022, с. Мощун, Київська область, Україна) — український військовослужбовець, молодший сержант, помічник начальника групи застосування спеціальних засобів взводу РХБЗ захисту роти бойового забезпечення Першої Президентської бригади оперативного призначення імені Гетьмана Петра Дорошенка Національної гвардії України, учасник російсько-української війни. Кавалер ордена «За мужність» III ступеня (2022, посмертно).

## Життєпис
Народився 21 червня 1997 року в місті Ланівцях на Тернопільщині. Мешкав в Ланівцях (Тернопільщина) та Ірпені (Київщина).
Від 2014 року проходив службу у складі Національній гвардії України. З початком російського вторгнення в Україну став на захист Батьківщини. 
Загинув 16 березня 2022 року поблизу села Мощун в Київській області, в результаті вогнепального поранення, коли колону, в якій він перебував, обстріляли окупанти.
Залишилася дружина та син.

## Нагороди
- орден «За мужність» III ступеня (27 грудня 2022, посмертно) — за особисту мужність і самовідданість, виявлені у захисті державного суверенітету та територіальної цілісності України, вірність військовій присязі, сумлінне та бездоганне служіння Українському народові[2].